# Кумурі
Кумурі (груз. ყუმური) — село в Грузії.
За даними перепису населення 2014 року в селі проживає 445 осіб.